# Студії Голодомору/Holodomor Studies
Студії Голодомору/Holodomor Studies (також Holodomor Studies/Студії Голодомору) — міждисциплінарний науковий часопис на тему Голодомору 1932—1933 у форматі онлайн.
Станом на 2018 рік, з якого почали вести цей часопис, не існувало спеціалізованого періодичного видання з проблематики Голодомору. Хоча перше виїзне засідання редакційної колегії видання Студії Голодомору/Holodomor Studies відбулося ще в 2017 році. До цього в січні 2016 року Український центр досліджень Голодомору при Канадському інституті українських студій Альбертського університету у партнерстві з Інститутом історії України анонсував створення періодичного видання «Студії Голодомору». Часопис є партнерським проєктом Інституту історії України.
Головним редактором журналу стала Людмила Гриневич — директор Українського науково-дослідного та освітнього центру вивчення Голодомору. До числа редакторів також входили:
- Захарчук Ірина Василівна — професорка кафедри української літератури Рівненського державного гуманітарного університету[2], докторка філологічних наук[8];
- Микола Горох — старший науковий співробітник Чернігівського історичного музею ім. В. В. Тарновського, кандидат історичних наук[9][10];

20 жовтня 2020 року у часописі було оприлюднено транскрипт дискусії Німецько-української комісії істориків на тему «Чи можна вважати Голодомор геноцидом?», яка відбулася 24 вересня 2020 року та викликала широке обговорення в Україні.